# Johann Baptist Emanuel Pohl
Johann Baptist Emanuel Pohl, född 22 februari 1782 i Böhmisch-Kamnitz, död 22 maj 1834 i Wien, var en österrikisk botaniker och forskningsresande.
Pohl blev medicine doktor 1808 och därefter lärare i teknologi och allmän naturhistoria vid universitetet i Prag. Han publicerade vid denna tidpunkt arbeten i botanik, zoologi och mineralogi.  Han deltog i den österrikiska vetenskapliga expeditionen till Brasilien som inleddes 1817, ursprungligen med ansvar för mineralogi och geologi, men övergick snart till botaniken. 
Efter att i huvudsak ha utforskat Minas Gerais återkom han till Österrike 1821 och blev då föreståndare för botanisk-mineralogiska avdelningen av det nya brasilianska museet i Wien. Resan resulterade även i verken Plantarum Brasiliæ icones et descriptiones (1-2, med 200 kolorerade planscher, 1827-31) och Reise im inneren von Brasilien (två band, 1832-37).
Auktorsnamnet Pohl kan användas för Johann Baptist Emanuel Pohl i samband med ett vetenskapligt namn inom botaniken; se Wikipediaartiklar som länkar till auktorsnamnet.